# Redwater (Canada)
Redwater is een plaats (town) in de Canadese provincie Alberta en telt 2192 inwoners (2006).